# Czernice (powiat złotowski)
Czernice – wieś krajeńska w Polsce położona w województwie wielkopolskim, w powiecie złotowskim, w gminie Zakrzewo.
W latach 1975–1998 miejscowość administracyjnie należała do województwa pilskiego. 

## Historia
Wieś Czernice została założona w 1823 r. w układzie ulicówki od Głomska w kierunku Starej Wiśniewki, pod nazwą Konigsdorf, co znaczyło Królewska Wieś.  Między rzeczkami górną Głomią, a Łużanką. Wieś obejmowała 840,9 ha. Wytyczono 46 większych i 31 mniejszych działek. We wsi było dwóch kowali, stolarz, młynarz na początku wsi od strony Głomska, osoba udzielająca pierwszej pomocy. Każdy gospodarz miał ziemię za domem, a za stodołą piec do pieczenia chleba. We wsi była sala wiejska,  obok niej sklep i dom sklepikarza. Funkcjonowała  remiza wiejskiej ochotniczej straży pożarnej. Jedna z Niemek pełniła funkcję akuszerki.
W niemieckiej szkole 100 uczniów uczyło dwóch nauczycieli niemieckich: ewangelik i katolik. 
W 1857 r. wzniesiono kościół ewangelicki w stylu neogotyckim (w 1925 r. ewangelicy stanowili 54,3% mieszkańców). Poświęcony na cele katolickie został 10 czerwca 1946 r. i otrzymał imię Św. Józefa. W okresie komunizmu zdewastowany, sprzedany w ręce prywatne. Odrestaurowany i oddany do użytku 15 sierpnia 2007.

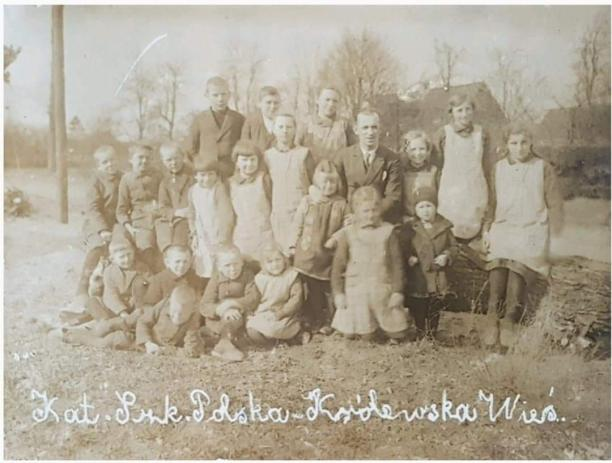
Nauczyciel Jan Bastian i uczniowie. Wieś Królewska

7 czerwca 1929 w Królewskiej Wsi powstała polska szkoła mniejszościowa, w której rozpoczęło naukę 22 uczniów. Zajmowała ona dwie izby parterowego budynku Pawła Budzińskiego. W jednej była klasa, w drugiej mieszkanie dla nauczyciela. Nauka trwała wówczas osiem lat, od szóstego roku życia do czternastego. Rok szkolny rozpoczynał się w kwietniu, a kończył w marcu następnego roku. Szkoła polska przetrwała 10 lat do rozpoczęcia drugiej wojny światowej w 1939 r. nauczycielami byli kolejno: Jan Bastian, Leon Kowalski, Jan Marszałkowski.

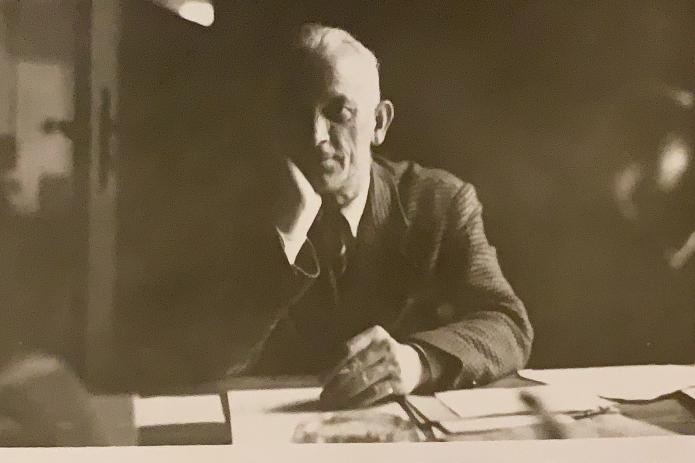
Nauczyciel polskiej szkoły mniejszościowej Jan Bastian

W 2013 r. wieś uroczyście obchodziła 190-lecie, podczas którego uhonorowano wyróżniających się zaangażowaniem mieszkańców.
Cmentarz ewangelicki w układzie alejowo-kwaterowym, założony w XIX wieku funkcjonował do 1945 r. Znajduje się 100 m od szosy, zajmuje 0,32 ha. Najstarszy nagrobek pochodzi z 1878 r. Na cmentarzu znajdują się: krzyże nagrobne, nagrobki skrzynkowe, kwatery rodzinne z ogrodzeniem metalowym.

## Kultura
We wsi działa zespół sportowy Iskra, stowarzyszenie Królewska Wieś, Koło Gospodyń Wiejskich i Towarzystwo Przyjaciół Dzieci.